# Aderus minimus
Aderus minimus é uma espécie de insecto [[Besouro|Coleoptera|coleóptero]] pertencente à família Aderidae. Foi descrita cientificamente por George Charles Champion em 1915.

## Distribuição geográfica
Habita no Bornéu.